# Рябов, Евгений Савельевич
Евгений Савельевич Рябов (лит. Eugenijus Riabovas; род. 3 февраля 1951, Каунас) — советский футболист, литовский футбольный тренер. Заслуженный тренер Литовской ССР.

## Биография
Играл в первой и второй лигах первенства СССР за клубы «Гранитас»/«Атлантас» Клайпеда (1969—1975) и «Жальгирис» Вильнюс (1976—1981). Завершал карьеру в команде чемпионата Литовской ССР «Пажанга» Вильнюс.
В «Жальгирисе» работал тренером (1986—1991, 1993, 1994, 2005) и главным тренером (1996—2001, 2003—2004). Старший тренер сборной Литовской ССР на Спартакиаде народов СССР 1986. Главный тренер молодёжной сборной Литвы (2007—2008). Главный тренер сборной Литвы на Кубке Балтии 2007 и в товарищеском матче со сборной Белоруссии 19 августа 1998. Главный тренер «Каунаса» (апрель — май 2005, июнь 2006 — февраль 2007, декабрь 2008 — апрель 2009, март 2011—2013). Главный тренер «Шилуте» (2008).